# عفت السادات
عبد الحكيم عصمت السادات – وشهرته «عفت السادات» الزوجة الأولى شرين عبد الناصر عمها الرئيس الراحل جمال عبد الناصر 

## الدراسة
- 29 إبريل 2001 دكتوراه فخرية في إدارة الأعمال جامعة كستنطين -بوسطن- ولاية رود أيلاند - الولايات المتحدة الأمريكية

1980 / 1981 بكالوريوس تجارة – شعبة محاسبة - جامعة عين شمس – القاهرة
رئيس مجلس إدارة مجموعة السادات:
- الشركة الدولية لإستشارات الملاحة والتجارة ش.م.م – سادات مارين
- الشركة المصرية الألمانية للألومنيوم ش.م.م – ألوتك
- شركة السادات للتصنيع والتنمية – أكواسيوة ش.م.م (استثمار) صاحبة منتجات سيناكولا ياولا
- شركة ألفا جاس ش.م.م مار) أهم مستورد لمحابس الغاز وخراطيم المياة في الشرق الأوسط
- شركة ألفا جاس وان للتجارة والأستشارات ش.م.م أهم مستورد
- شركة السادات للتنمية السياحية ش.م.م
- شركة سادات ترانسبورت كوربوريشن – مناطق حرة
- شركة سيوه للاستصلاح الزراعي ش.م.م

## عضويات
عضو في
- المجلس المصري الأوروبي- عضو مجلس إدارة
- جمعية رجال أعمال الإسكندرية
- غرفة ملاحة الإسكندرية- عضو مجلس إدارة
- غرفة التجارة المصرية الأمريكية
- مجلس الأعمال الكندى المصري – عضو مجلس إدارة

## الأوسمة والجوائز
- جائزة التفوق الدولي
- حاصل على جائزة رجل العالم

## الأنشطة الاجتماعية
- رئيس مجلس إدارة نادى الاتحاد السكندري  حتى تغييره في 2012
- عضو في نادى اليخت المصري بالإسكندرية
- عضو في نادى الإسكندرية
- عضو في نادى روتارى كوزمو بوليتان الإسكندرية
- عضو في نادى العاصمة بالقاهرة
- عضو في نادى القطامية القاهرة